# Hannah Arterton
Hannah Jane Arterton (Gravesend, Kent, Inglaterra; 26 de enero de 1989) es una actriz británica de cine y televisión.

## Biografía
Hannah es hija de Barry Arterton y Sally-Anne Heap. Su hermana mayor es la actriz Gemma Arterton. Hannah se entrenó en la prestigiosa escuela Royal Academy of Dramatic Art (RADA).

## Carrera
En 2013 interpretó a Korinna, una sirvienta de la princesa Ariadne, en la primera temporada de la serie Atlantis.
En 2014 se unió a la película Walking on Sunshine, en la cual interpretó a Taylor.
En 2016 se unió al elenco principal de la serie The Five donde interpreta a la detective Ally Caine, la compañera del detective sargento Danny Kenwood (O.T. Fagbenle).

## Filmografía

### Televisión
| Año             | Título           | Personaje            | Notas                                       |
| --------------- | ---------------- | -------------------- | ------------------------------------------- |
| 2011            | Midsomer Murders | Katy                 | Episodio: "A Sacred Trust"                  |
| 2013            | Atlantis         | Korinna              | 5 episodios                                 |
| 2015            | Doc Martin       | Miss Grappy          | Episodio: "Education, Education, Education" |
| 2016 - presente | The Five         | Detective Ally Caine | 10 episodios                                |
| 2018            | Safe             | Detective Emma       | 8 episodios                                 |

### Cine
| Año  | Título              | Personaje  | Notas                                                                                            |
| ---- | ------------------- | ---------- | ------------------------------------------------------------------------------------------------ |
| 2014 | Walking on Sunshine | Taylor     | Junto a Mariola Jaworska, Greg Wise, Annabel Scholey, Lobna Futers, Leona Lewis y Giulio Berruti |
| 2016 | Heretiks            | Persephone | Junto a Rosie Day, Michael Ironside, Clare Higgins, Petra Bryant y Sian Breckin                  |

### Videojuegos
| Año  | Título                         | Personaje            | Notas                             |
| ---- | ------------------------------ | -------------------- | --------------------------------- |
| 2015 | Final Fantasy XIV: Heavensward | Kan-E-Senna / Meriel | Prestó su voz para los personajes |